# Az állatok világa (televíziós sorozat)
Az állatok világa (angolul: Animals of the World) egy sorozat, amely a BBC által készített ismeretterjesztő-filmeket foglalja össze. A sorozat részét képezik David Attenborough emlősöket és madarakat bemutató filmjei is, de emellett számos rész foglalkozik a hüllőkkel és a gerinctelen állatokkal is. David Attenborough egyes részekben szereplőként tűnik fel, míg másokban csak narrátorként és az állatvilág bemutatása mellett az állatok viselkedésének bemutatására is kitér. A sorozat másik jelentős alkotója Tim Haines, aki az ősvilágról (dinoszauruszok, ősemlősök, stb.) készített filmeket, amelyekben korszerű számítógépes animációval mutatták be különböző földtörténeti korok flóráját és faunáját. A sorozat részét képezi továbbá számos kisfilm, így például Nigel Marven időutazása, valamint a  valaha élt leghíresebb ősállatot (Nagy Al) bemutató 30 perces epizódok is. A jégkorszakok állatvilágáról szóló filmek, ugyan előbb készültek, mint az előbb említett filmek mégis tökéletesen ábrázolják az ősállatokat. A legnépszerűbb filmet Tim Haines és csapata készítette. Az öt évadra kiterjedő sorozat azzal a gondolattal játszik el, hogy mi lenne, ha az ősállatok egy úgynevezett anomálián keresztül a 21. századba tévednének és elkezdenék irtani az emberiséget.

## Szörnyek között(Walking with Monsters – Life Before the Dinosaurs)
A Szörnyek között vagy Szörnyek bolygója a dinoszauruszok korát megelőző paleozoikum állatvilágát mutatja be. A háromrészes sorozat az állatok viselkedését, táplálékszerzési- és szaporodási szokásait mutatja be, a film készítői kitértek az állatok törzsfejlődésének bemutatására is. Az epizódok több kisebb részre tagolódnak, mindegyik egy külön időszakot ölel fel.
Az első rész a kambrium állatvilágát mutatja be. Különösen nagy teret kap a csúcsragadozó Anomalocaris, mint a kambrium egyik legjelentősebb állatfaja. A szilur állatvilágával az első rész második fele foglalkozik. Az állkapocsnélküli halak (Cephalaspis) mellett bemutatják a tengeri skOrpiókat, valamint az első kétéltűeket illetve az őket fenyegető ragadozókat, mint például a két tonnás és hat méter hosszú Hyneria.
A második rész a kétéltűekből kifejlődött első tojásrakó hüllőket, illetve a karbon dús növényzettel borított és magas oxigénkoncentrációjú környezetét mutatja be, ami kedvezett az ízeltlábúak gyors elterjedésének. A film foglalkozik a karbon-végi környezetváltozással is, ami a hüllők felvirágzásához vezetett, de foglalkozik a túlélő állatfajok (Petrolacosaurus) bemutatásával is. A második rész második fele a hüllők táplálékszerzési- és szaporodási szokásait mutatja be, illetve adaptációjukat a lehűlt környezethez (Dimetrodon).
A harmadik rész első része a perm végi kihalási jelenséggel foglalkozik, amikor az elsivatagosodás miatt az állatok 90%-a kipusztult. A néhány fennmaradt állatból egy virágzó hüllőcsoport, a dicynodonták fejlődtek ki, mint a Lystrosaurus, valamint a dinoszaUruszok őse az Euparkeria.
Az egyes részekben bemutatott állatfajok:
| Az epizód címe angol nyelven | Az epizód címe magyar nyelven | Bemutatott időszak | Bemutatott helyszín                     | Bemutatott állatfajok |
| Moving Inland                | A szárazföld meghódítói       | kambrium           | Csengcsiang, Kína                       | Anomalocaris (Anomalocaris saron) Haikouichthys (Haikouichthys ercaicunensis) Paradoxides (Paradoxides gracilis)                                                                     |
| Moving Inland                | A szárazföld meghódítói       | szilur             | Dél-Wales, Egyesült Királyság           | Cephalaspis (Cephalaspis lyelli) Brontoscorpio (Brontoscorpio anglicus) Cameroceras (Cameroceras trentonese) Pterygotus (Pterygotus anglicus)                                        |
| Moving Inland                | A szárazföld meghódítói       | devon              | Pennsylvania, Amerikai Egyesült Államok | Hynerpeton (Hynerpeton bassetti) Hyneria (Hyneria lindae) Stethacanthus (Stethacanthus productus)                                                                                    |
| Clash of the Titans          | A titánok harca               | karbon             | Kansas, Amerikai Egyesült Államok       | Petrolacosaurus (Petrolacosaurus kansensis) Arthropleura (Arthropleura armata) Meganeura (Meganeura monyi) Megarachne (Megarachne servinei) Proterogyrinus (Proterogyrinus scheelei) |
| Clash of the Titans          | A titánok harca               | kora perm          | Bromacker, Németország                  | Dimetrodon (Dimetrodon grandis) Edaphosaurus (Edaphosaurus pogonias) Seymouria (Seymouria baylorensis)                                                                               |
| Global Drought               | A sivatag pusztulása          | késő perm          | Szibéria                                | Gorgonops (Gorgonops torvus) Rhinesuchus (Rhinesuchus whaitsi) Diictodon (Diictodon feliceps) Scutosaurus (Scutosaurus karpinskii)                                                   |
| Global Drought               | A sivatag pusztulása          | kora triász        | Antarktisz                              | Lystrosaurus (Lystrosaurus murrayi) Euparkeria (Euparkeria capensis) Euchambersia (Euchambersia mirabilis) Proterosuchus (Proterosuchus fergusi) Isophlebia (Isophlebia aspasia)     |

## Dinoszauruszok között(Walking with Dinosaurs)
A Dinoszauruszok között vagy Dinoszauruszok, a Föld urai hat részen keresztül a dinoszauruszok világát ismerteti.

## Ősemlősök között(Walking with Beasts)
Az Ősemlősök között című sorozat az emlősök térnyerését mutatja be a hüllők tömeges kihalása után a kréta időszak végén.

## Nagy Al balladája(Walking with Dinosaurs Special – The Ballad of Big AL)
Ez rész az egyik legjobb állapotban fennmaradt dinoszaurusz fosszília tulajdonosát, az Allosaurust (becenevén Nagy Al) mutatja be. A BBC csapata számítógépes animáció segítségével rekonstruálta a megtalált csontok alapján az állatot és ennek alapján próbálja bemutatni annak életét, szokásait. Nagy Al mellett számos más dinoszauruszfaj is bemutatásra került, elsősorban azok, amelyekkel közvetlen kapcsolata lehetett:
- Stegosaurus (Stegosaurus stenops)
- Dryosaurus (Dryosaurus altus)
- Othnielia (Othnielia rex)
- Ornitholestes (Ornitholestes hermanni)
- Diplodocus (Diplodocus longus)
- Anurognathus (Anurognathus ammoni)
- Apatosaurus (Apatosaurus excelsus)
- Brachiosaurus (Brachiosaurus altithorax)

Az állat 145 millió évvel ezelőtt élt a jura időszak végén. A fosszíliákra Wyomingban az Amerikai Egyesült Államokban bukkantak rá.